# Psalidodon eigenmanniorum
Psalidodon eigenmanniorum es una especie de pez de la familia Characidae en el orden de los Characiformes.

## Morfología
Los machos pueden llegar alcanzar los 4,9 cm de longitud total.

## Hábitat
Vive en zonas de clima subtropical.

## Distribución geográfica
Se encuentran en Sudamérica: ríos  Paraná,  Uruguay y Laguna dos Patos.